# Walter Lewy
Walter Lewy (* 10. November 1905 in Bad Oldesloe; † 18. Dezember 1995 in São Paulo) war ein deutsch-brasilianischer Künstler jüdischer Herkunft.

## Leben
Nach Geburt und Kindheit in Bad Oldesloe ging Walter Lewy 1923 nach Dortmund an die Akademie für angewandte Kunst, wo er bis 1927 studierte. Hier wurde er erstmals mit dem „Magischen Realismus“ und dem „Surrealismus“ eines Yves Tanguy und Max Ernst konfrontiert. Beide Künstler beeinflussten die Kunst Walter Lewys nachhaltig. Seine erste Einzelausstellung fand 1932 in Bad Lippspringe statt. Weitere Ausstellungen wurden von der nationalsozialistisch beherrschten Reichskulturkammer aufgrund seiner jüdischen Herkunft verboten. 1937 wanderte Walter Lewy nach Brasilien aus. Er hinterließ zahlreiche Kunstwerke in Holland, die alle durch den Krieg verloren gingen. Bis zu seinem Tode 1995 lebte und arbeitete Walter Lewy in São Paulo. Er gilt als der bedeutendste Vertreter des brasilianischen Surrealismus.

## Ausstellungen und Ehrungen
1944 fand eine erste Ausstellung in São Paulo bei Clovis Graciano statt, 1956 folgte eine erste größere Ausstellung im Museu de Arte de São Paulo (MASP). Lewy nahm zwischen 1951 und 1975 an mehreren Biennalen von São Paulo teil. 1974 wurde eine Retrospektive im Museu de Arte de São Paulo (MASP) veranstaltet.
1974 erhielt er den Preis als bester Künstler des Jahres, verliehen durch die Brasilianische Kritikervereinigung.